# Dictature de Caspienne centrale
1918 – 1918
Entités précédentes :
- Commune de Bakou

Entités suivantes :
- République démocratique d'Azerbaïdjan

La dictature de Caspienne centrale (russe : Диктатура Центрокаспия, Diktatura Tsentrokaspiya) était un gouvernement anti-soviétique soutenu par les Britanniques, qui a mis fin à la commune de Bakou durant un sanglant coup d'État le 1er août 1918. Le nom provient de l'abréviation Centrocaspiy (Tsentrokaspiy) pour « comité central de la flotte militaire de la Caspienne » (Центральный комитет Каспийской военной флотилии ; flotte héritée de l'empire russe).

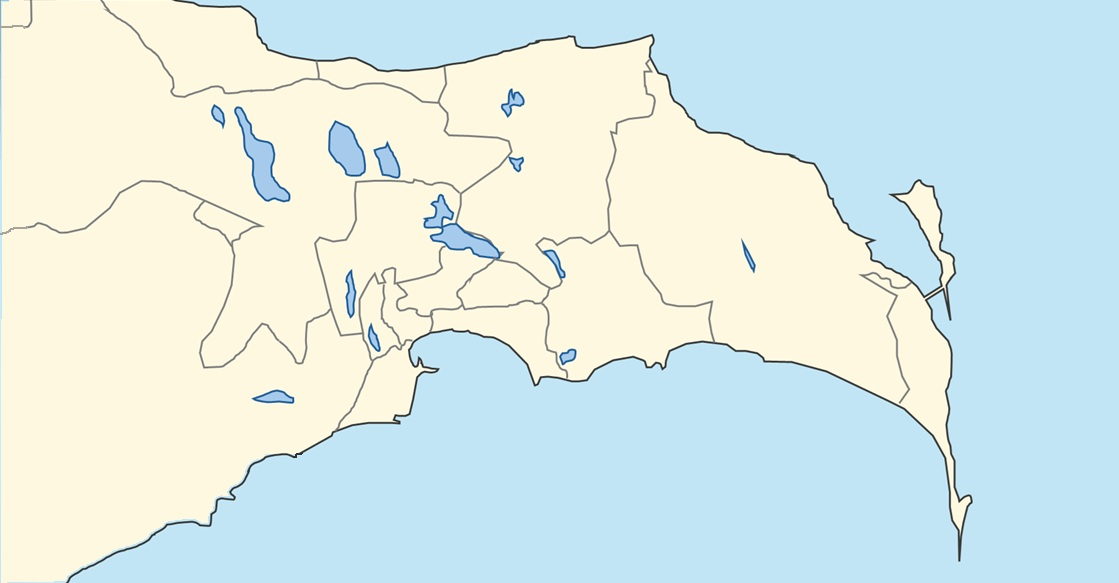
Districts de Bakou

## Historique
Ce régime renverse la commune pro-soviétique de Bakou qui s'effondre le 26 juillet 1918.
Le nouveau gouvernement est composé du Parti socialiste-révolutionnaire, de Mencheviks et du mouvement national arménien, connu sous le nom de Dachnaks (Fédération révolutionnaire arménienne).
Toutes ces forces demandent de l'aide à la Grande-Bretagne pour mettre fin à l'avancée de l'Armée ottomane, alors en marche vers Bakou. Les forces britanniques du général Dunsterville occupent la ville, non pour la défendre, mais pour utiliser ses maigres forces pour faire face aux attaques ottomanes dans la région. Les britanniques sont toutefois bien accueillis par la population arménienne qui craint d'être massacrée par les ottomans si ces derniers prennent la ville, même si les défenseurs sont déçus devant le faible nombre de soldats.
Cependant, de constants désaccords entre le gouvernement de socialistes-révolutionnaires et de mencheviks donnant la priorité à d'interminables réunions politiques et l'autoritarisme du général empêchent la mise en place d'un plan de défense efficace, au point que Dunsterville menace de quitter la ville, ce qui est très mal reçu par les autorités. Les relations entre la dictature et Dunsterville se détériorent à mesure que les Ottomans reçoivent des renforts et se préparent à faire un raid sur Bakou.
Tôt dans la matinée du 14 septembre, après un bombardement préliminaire, les Ottomans pénètrent dans le secteur mieux défendu et Dunsterville n'ordonne le retrait qu'une fois la nuit tombée, afin d'éviter de donner l'impression d'abandonner les défenseurs.
Bakou tombe le 15 septembre 1918, et l'Armée islamique du Caucase entre dans la ville.
Une fois entrées dans Bakou, quelques heures après l'évacuation britannique et l'embarquement des forces arméniennes pour Anzali, des unités ottomanes permettent à leurs soldats azerbaïdjanais de se venger des Arméniens pendant trois jours, ce qui cause près de neuf mille morts selon les chiffres du Comité national arménien.